# 国道4号線 (モロッコ)
国道4号線（こくどう4ごうせん、アラビア語: الطريق الوطنية 4、フランス語: Route nationale 4、N4）は、モロッコのケニトラからフェズに至る、総距離153キロメートル (km) の一般道路である。